# Юрятино (Конаковский район)
Юря́тино — деревня в Конаковском районе Тверской области. Входит в состав Юрьево-Девичьевского сельского поселения.

## География
Находится в юго-восточной части Тверской области на расстоянии приблизительно 8 км на юго-запад от центра города Конаково на левом берегу Волги.

## История
Известна была с 1540-х годов. Деревня в XVII — начале XVIII веков принадлежала членам рода Грязных (Грязновых). В 1859 году учтено было 30 дворов, в 1900 — 34. Ныне имеет дачный характер.

## Население
Численность населения: 197 человек (1859 год), 217 (1900), 49 (русские 84 %)в 2002 году, 36 в 2010.